# D. V. V. Danayya
Dasari Veera Venkata Danayya (1 de abril de 1961) é um produtor de cinema indiano que trabalha no cinema telugo. Em uma carreira de três décadas, produziu mais de 20 filmes.
Danayya começou sua carreira coproduzindo o filme de comédia de fantasia Jamba Lakidi Pamba em 1992. Sua filmografia como produtor/apresentador inclui filmes como Samudram (1999), Manasunna Maaraju (2000), Sivamani (2003), Desamuduru (2006), Dubai Seenu (2007), Krishna (2008), Oy! (2009), Julayi (2012), Naayak (2013), Ninnu Kori (2017), Bharat Ane Nenu (2018) e RRR (2022).
RRR é o filme indiano mais caro já feito e o terceiro filme indiano de maior bilheteria de todos os tempos. Recebeu vários prêmios internacionais, incluindo um Oscar, um Globo de Ouro e dois Critics' Choice Awards.

## Infância e juventude
Danayya nasceu em Tallapudi, perto de Kovvur, distrito de West Godavari, Andra Praxede. Ele era fascinado por filmes desde a infância. Filmes como Padipantalu (1976) e Meghasandesam (1982) foram rodados na região. Assistir às filmagens desses filmes o atraiu para o cinema. Seus pais eram contra a ideia de ele ingressar na indústria cinematográfica.

## Carreira
Após seu casamento, ele mudou para Madras contra o conselho de todos e se juntou à equipe de Jandhyala. Trabalhou com Jandhyala em Rendu Rellu Aaru (1986). Posteriormente, passou a trabalhar no departamento de produção da indústria cinematográfica.
Danayya tornou-se amigo íntimo de E. V. V. Satyanarayana enquanto trabalhava com ele em vários filmes. Quando Satyanarayana se tornou diretor, Danayya colaborou com ele e co-produziu um filme de comédia de fantasia intitulado Jamba Lakidi Pamba (1993). O filme explora o feminismo e os direitos das mulheres de uma forma despreocupada e retrata as consequências quando os gêneros masculino e feminino são invertidos. Tornou-se um super sucesso de bilheteria.
Mais tarde, ele fez Maavidaakulu (1998) com E. V. V. Satyanarayana, que se tornou um filme de maior bilheteria. Seu próximo filme foi Samudram (1999), sob a direção de Krishna Vamsi, que também teve média de bilheteria. Em 2000, ele refez o filme malaialo Kottaram Veettile Apputtan (1998) como Manasunna Maaraju (2000) com Muthyala Subbaiah como diretor. Tornou-se um sucesso comercial.
Seu próximo filme foi Seema Simham (2002), estrelado por Balakrishna e o filme foi um fracasso de bilheteria. Em 2003, ele refez o filme tâmil Thulluvadho Ilamai (2002) em telugo como Juniors (2003), estrelado por Allari Naresh. O filme foi um fracasso nas bilheterias. Seu próximo filme, Oka Radha Iddaru Krishnula Pelli (2003), foi um sucesso comercial de bilheteria.
Também apresentou Sivamani (2003) produzido e dirigido por Puri Jagannadh que se tornou um sucesso comercial. Seu próximo empreendimento foi Desamuduru (2006) sob a direção de Puri Jagannadh e estrelado por Allu Arjun no papel principal. Tornou-se um blockbuster e foi um dos filmes telugo de maior bilheteria de 2007.
Posteriormente, fez filmes de sucesso como Dubai Seenu (2007), Krishna (2008), Oy! (2009), Julayi (2012), Naayak (2013), Ninnu Kori (2017), Bharat Ane Nenu (2018) e RRR (2022).